# Das Rad der Zeit
Das Rad der Zeit (englisch The Wheel of Time) ist ein Fantasy-Romanzyklus des US-amerikanischen Schriftstellers Robert Jordan. Der Romanzyklus erschien im Original bei Tor Books ab 1990 und wurde nach Jordans Tod 2007 auf Wunsch von dessen Witwe und Lektorin Harriet McDougal bis 2013 auf Basis von Jordans eigenen Vorgaben von dem US-amerikanischen Schriftsteller Brandon Sanderson abgeschlossen. Mit 15 Bänden (inklusive des Prequels New Spring) und 4.410.036 Wörtern Inhalt ist Das Rad der Zeit eines der umfangreichsten Werke der Literaturgeschichte.
Die deutsche Übersetzung wurde zuerst von Heyne veröffentlicht, wobei der Inhalt der einzelnen Originalbände jeweils auf bis zu vier deutsche Bände aufgeteilt wurde. Der abgeschlossene Romanzyklus umfasste 37 Bände in deutscher Übersetzung. 2004 gab Heyne die Rechte an dem Romanzyklus an Piper ab. Im Piper Verlag erschien eine 15-bändige Ausgabe analog zur englischen Anzahl.
Darüber hinaus existieren zu Das Rad der Zeit unterschiedliche Adaptionen, wie beispielsweise ein Pen-&-Paper-Rollenspiel für das D20-Regelwerk, ein vor dem Hintergrund des Romanzyklus angesiedeltes Computerspiel von GT Interactive sowie eine umfangreiche Comicreihe von Dynamite Entertainment. Die Produktionsgesellschaft Amazon Studios veröffentlichte 2021 außerdem für seinen Dienst Prime Video eine Realverfilmung des Romanzyklus im Serienformat mit Rosamund Pike in der Hauptrolle.

## Bücher

### Inhalt
Der Romanzyklus handelt primär vom Kampf zwischen „Gut“ und „Böse“. Der Bauernsohn Rand al’Thor wächst in dem isoliert gelegenen Gebiet der Zwei Flüsse auf, bis er mit einigen Freunden vor einem Angriff durch sogenannte Schattenwesen fliehen muss. Der Angriff erfolgt unerwartet durch in dieser Gegend längst für alte Legenden und Fabelwesen gehaltene Tiermenschen, die Trollocs. Unterstützt werden Rand al’Thor und seine Freunde bei ihrer Flucht von Moiraine, einer Aes Sedai (ähnlich einer Magierin, welche Saidar, die weibliche Seite der Einen Macht lenken kann). Nur Frauen dürfen die Eine Macht nutzen, da Saidin, die männliche Hälfte, mit dem Makel Shai'tans, des Herrn des Grabes (einer zuerst nicht näher personifizierten Machtfigur über die Anhänger des Bösen), befleckt ist, seit der Aes Sedai Lews Therin Telamon, genannt der Drache, vor 3000 Jahren im verzweifelten Versuch, diesem Wesen den Zugang zur Welt zu verwehren, Shai'tan direkt mit Saidin einfing. Diese Berührung mit der männlichen Hälfte der Wahren Quelle führt dazu, dass alle Männer, welche Saidin nutzen wollen, über kurz oder lang dem Wahnsinn verfallen und als Konsequenz daraus oftmals das Land mit ihren magischen Kräften verwüsten. Als dieses Schicksal alle männlichen Aes Sedai nach der Berührung Shai'tans durch Saidin gleichzeitig ereilte, führte dies zur Zerstörung der Welt und dem Ende des Zeitalters der Legenden. Nach mehreren tausend Jahren Ruhe können sich die 13 mächtigsten Anhänger des Schattens, welche zusammen mit Shai'tan im Shayol Ghul gefangen waren, aus ihrem Gefängnis außerhalb der Zeit befreien. Diese nennen sich selbst die Auserwählten, von den Anhängern des Lichts werden sie als die Verlorenen bezeichnet. Sie wollen die Welt erneut ins Chaos stürzen und nach ihren Vorstellungen formen – doch wurde auch der Drache in der Person Rands wiedergeboren.
Die weitere Geschichte enthält viele Elemente des unter anderem von J. R. R. Tolkien begründeten Schemas eines High-Fantasy-Romans, bereichert dieses Genre aber auch um moderne Ideen und Neuinterpretationen. Robert Jordan präsentiert dem Leser in Das Rad der Zeit eine Welt, in der es ständig Neues zu entdecken gibt, und führt im Verlauf der Geschichte zahlreiche Arten und Völker ein. Die meisten davon sind menschlich, unterscheiden sich jedoch in ihren Sitten sehr stark. Ein weiterer Schwerpunkt liegt auf den Beziehungen zwischen den zahlreichen Personen. Charakteristisch für die Reihe sind das ausführliche Eingehen auf Kleidung und Moden, das Erzählen aus vielen Perspektiven, wobei sich Jordans Schreibstil dem jeweiligen Protagonisten anpasst, ausführliche Weltbeschreibungen, viele Nebenhandlungsstränge sowie ein insgesamt langsames Tempo beim Fortschritt der Handlung im Vergleich zu anderen Fantasy-Romanzyklen.

### Liste der Romane
Seit den frühen 1990er Jahren erschienen die 15 englischen Originalbände, aufgeteilt in zwei bis vier deutsche Bände, abgesehen vom ungeteilten Prequel, sodass sich schließlich 37 deutsche Bände im Taschenbuchformat ergaben. Inzwischen sind unter dem Titel Das Rad der Zeit – Das Original die deutschen Bände entsprechend den englischen Originalbänden als Buch und als E-Book erschienen. Einziger Unterschied zu den Taschenbuchausgaben scheint Stichproben zufolge die Aufnahme einer kurzen Vorgeschichte Raben (Earlier – Ravens) in Band 1 zu sein, die Jordan für eine dezidiert als Jugendbuch vermarktete Ausgabe von Das Rad der Zeit geschrieben hatte.
| The Wheel of Time (englischsprachige Ausgaben) | The Wheel of Time (englischsprachige Ausgaben) | Das Rad der Zeit (deutsche Übersetzung, Taschenbücher) | Das Rad der Zeit (deutsche Übersetzung, Taschenbücher)                         | Das Rad der Zeit – Das Original (deutsche Übersetzung, Piper-Verlag) | Das Rad der Zeit – Das Original (deutsche Übersetzung, Piper-Verlag)                                                                                                |
| ---------------------------------------------- | --- | ------------------------------------------------------ | ------------------------------------------------------------------------------ | -------------------------------------------------------------------- | --- |
| Band 1                                         | The Eye Of The World - Tor Books, Februar 1990, ISBN 0-8125-0048-2, 688 S., Taschenbuch - Tor Fantasy, November 1990, ISBN 978-0-8125-1181-9, 832 S., schwarz-weiße Illustrationen, Taschenbuch - Tor Books, Oktober 2009, ISBN 978-1-4299-5981-0, 752 S., E-Book | Band 1                                                 | Drohende Schatten (1993, ISBN 3-453-06579-4, 510 S., Heyne Verlag)             | Band 1                                                               | Die Suche nach dem Auge der Welt (gebunden: November 2003, ISBN 3-453-86370-4; E-Book: Oktober 2012, EAN 978-3-492-95932-2; 896 S., übersetzt von Uwe Luserke)      |
| Band 1                                         | The Eye Of The World - Tor Books, Februar 1990, ISBN 0-8125-0048-2, 688 S., Taschenbuch - Tor Fantasy, November 1990, ISBN 978-0-8125-1181-9, 832 S., schwarz-weiße Illustrationen, Taschenbuch - Tor Books, Oktober 2009, ISBN 978-1-4299-5981-0, 752 S., E-Book | Band 2                                                 | Das Auge der Welt (1993, ISBN 3-453-06580-8, 681 S., Heyne Verlag)             | Band 1                                                               | Die Suche nach dem Auge der Welt (gebunden: November 2003, ISBN 3-453-86370-4; E-Book: Oktober 2012, EAN 978-3-492-95932-2; 896 S., übersetzt von Uwe Luserke)      |
| Band 2                                         | The Great Hunt - Tor Books, November 1990, ISBN 978-0-312-85140-8, 600 S., gebunden - Tor Books, Dezember 1990, ISBN 978-0-8125-0971-7, 624 S., Taschenbuch - Tor Fantasy, Oktober 1991, ISBN 978-0-8125-1772-9, 736 S., schwarz-weiße Illustrationen, Taschenbuch - Tor Books, November 2009, ISBN 978-1-4299-6013-7, 656 S., E-Book                                                             | Band 3                                                 | Die große Jagd (1993, ISBN 3-453-06581-6, 558 S., Heyne Verlag)                | Band 2                                                               | Die Jagd beginnt (gebunden: November 2004, ISBN 3-492-70082-9; E-Book: Oktober 2012, EAN 978-3-492-95933-9; 784 S., übersetzt von Uwe Luserke)                      |
| Band 2                                         | The Great Hunt - Tor Books, November 1990, ISBN 978-0-312-85140-8, 600 S., gebunden - Tor Books, Dezember 1990, ISBN 978-0-8125-0971-7, 624 S., Taschenbuch - Tor Fantasy, Oktober 1991, ISBN 978-0-8125-1772-9, 736 S., schwarz-weiße Illustrationen, Taschenbuch - Tor Books, November 2009, ISBN 978-1-4299-6013-7, 656 S., E-Book                                                             | Band 4                                                 | Das Horn von Valere (1993, ISBN 3-453-06582-4, 494 S., Heyne Verlag)           | Band 2                                                               | Die Jagd beginnt (gebunden: November 2004, ISBN 3-492-70082-9; E-Book: Oktober 2012, EAN 978-3-492-95933-9; 784 S., übersetzt von Uwe Luserke)                      |
| Band 3                                         | The Dragon Reborn - Tor Books, September 1991, ISBN 978-0-312-85248-1, 624 S., gebunden - Tor Fantasy, Oktober 1992, ISBN 978-0-8125-1371-4, 704 S., schwarz-weiße Illustrationen, Taschenbuch - Tor Fantasy, September 2002, ISBN 978-0-7653-0511-4, 624 S., Taschenbuch - Tor Books, Dezember 2009, ISBN 978-1-4299-6016-8, 624 S., E-Book                                                      | Band 5                                                 | Der wiedergeborene Drache (1994, ISBN 3-453-07262-6, 540 S., Heyne Verlag)     | Band 3                                                               | Die Rückkehr des Drachen (gebunden: Oktober 2005, ISBN 3-492-70083-7; E-Book: Dezember 2012, EAN 978-3-492-95934-6; 768 S., übersetzt von Uwe Luserke)              |
| Band 3                                         | The Dragon Reborn - Tor Books, September 1991, ISBN 978-0-312-85248-1, 624 S., gebunden - Tor Fantasy, Oktober 1992, ISBN 978-0-8125-1371-4, 704 S., schwarz-weiße Illustrationen, Taschenbuch - Tor Fantasy, September 2002, ISBN 978-0-7653-0511-4, 624 S., Taschenbuch - Tor Books, Dezember 2009, ISBN 978-1-4299-6016-8, 624 S., E-Book                                                      | Band 6                                                 | Die Straße des Speers (1994, ISBN 3-453-07799-7, 478 S., Heyne Verlag)         | Band 3                                                               | Die Rückkehr des Drachen (gebunden: Oktober 2005, ISBN 3-492-70083-7; E-Book: Dezember 2012, EAN 978-3-492-95934-6; 768 S., übersetzt von Uwe Luserke)              |
| Band 4                                         | The Shadow Rising - Tor Books, September 1992, ISBN 978-0-312-85431-7, 704 S., gebunden - Tor Fantasy, Oktober 1993, ISBN 978-0-8125-1373-8, 1008 S., Taschenbuch - Tor Books, Januar 2010, ISBN 978-1-4299-6019-9, 944 S., E-Book | Band 7                                                 | Schattensaat (1994, ISBN 3-453-08001-7, 604 S., Heyne Verlag)                  | Band 4                                                               | Der Schatten erhebt sich (gebunden: März 2008, ISBN 978-3-492-70084-9.; E-Book: Januar 2013, EAN 978-3-492-95935-3; 1200 S., übersetzt von Uwe Luserke)             |
| Band 4                                         | The Shadow Rising - Tor Books, September 1992, ISBN 978-0-312-85431-7, 704 S., gebunden - Tor Fantasy, Oktober 1993, ISBN 978-0-8125-1373-8, 1008 S., Taschenbuch - Tor Books, Januar 2010, ISBN 978-1-4299-6019-9, 944 S., E-Book | Band 8                                                 | Die Heimkehr (1995, ISBN 3-453-08527-2, 507 S., Heyne Verlag)                  | Band 4                                                               | Der Schatten erhebt sich (gebunden: März 2008, ISBN 978-3-492-70084-9.; E-Book: Januar 2013, EAN 978-3-492-95935-3; 1200 S., übersetzt von Uwe Luserke)             |
| Band 4                                         | The Shadow Rising - Tor Books, September 1992, ISBN 978-0-312-85431-7, 704 S., gebunden - Tor Fantasy, Oktober 1993, ISBN 978-0-8125-1373-8, 1008 S., Taschenbuch - Tor Books, Januar 2010, ISBN 978-1-4299-6019-9, 944 S., E-Book | Band 9                                                 | Der Sturm bricht los (1995, ISBN 3-453-08541-8, 555 S., Heyne Verlag)          | Band 4                                                               | Der Schatten erhebt sich (gebunden: März 2008, ISBN 978-3-492-70084-9.; E-Book: Januar 2013, EAN 978-3-492-95935-3; 1200 S., übersetzt von Uwe Luserke)             |
| Band 5                                         | The Fires Of Heaven - Tor Books, Oktober 1993, ISBN 978-0-312-85427-0, 704 S., gebunden - Tor Fantasy, Oktober 1994, ISBN 978-0-8125-5030-6, 992 S., Taschenbuch - Tor Books, Februar 2010, ISBN 978-1-4299-6037-3, 832 S., E-Book | Band 10                                                | Zwielicht (1995, ISBN 3-453-09482-4, 523 S., Heyne Verlag)                     | Band 5                                                               | Die Feuer des Himmels (gebunden: Oktober 2010, ISBN 978-3-492-70085-6; E-Book: Februar 2013, EAN 978-3-492-95936-0; 1072 S., übersetzt von Uwe Luserke)             |
| Band 5                                         | The Fires Of Heaven - Tor Books, Oktober 1993, ISBN 978-0-312-85427-0, 704 S., gebunden - Tor Fantasy, Oktober 1994, ISBN 978-0-8125-5030-6, 992 S., Taschenbuch - Tor Books, Februar 2010, ISBN 978-1-4299-6037-3, 832 S., E-Book | Band 11                                                | Scheinangriff (1996, ISBN 3-453-09490-5, 477 S., Heyne Verlag)                 | Band 5                                                               | Die Feuer des Himmels (gebunden: Oktober 2010, ISBN 978-3-492-70085-6; E-Book: Februar 2013, EAN 978-3-492-95936-0; 1072 S., übersetzt von Uwe Luserke)             |
| Band 5                                         | The Fires Of Heaven - Tor Books, Oktober 1993, ISBN 978-0-312-85427-0, 704 S., gebunden - Tor Fantasy, Oktober 1994, ISBN 978-0-8125-5030-6, 992 S., Taschenbuch - Tor Books, Februar 2010, ISBN 978-1-4299-6037-3, 832 S., E-Book | Band 12                                                | Der Drache schlägt zurück (1996, ISBN 3-453-10966-X, 523 S., Heyne Verlag)     | Band 5                                                               | Die Feuer des Himmels (gebunden: Oktober 2010, ISBN 978-3-492-70085-6; E-Book: Februar 2013, EAN 978-3-492-95936-0; 1072 S., übersetzt von Uwe Luserke)             |
| Band 6                                         | Lord Of Chaos - Tor Books, Oktober 1994, ISBN 978-0-312-85428-7, 720 S., gebunden - Tor Books, November 1994, ISBN 978-0-312-85788-2, 720 S., in Leder gebunden (limitierte Edition) - Tor Fantasy, November 1995, ISBN 978-0-8125-1375-2, 1024 S., Taschenbuch - Tor Books, März 2010, ISBN 978-1-4299-6053-3, 944 S., E-Book                                                                    | Band 13                                                | Die Fühler des Chaos (1996, ISBN 3-453-10978-3, 461 S., Heyne Verlag)          | Band 6                                                               | Herr des Chaos (gebunden: Oktober 2011, ISBN 978-3-492-70236-2; E-Book: März 2013, EAN 978-3-492-95937-7; 1184 S., übersetzt von Karin König und Uwe Luserke)       |
| Band 6                                         | Lord Of Chaos - Tor Books, Oktober 1994, ISBN 978-0-312-85428-7, 720 S., gebunden - Tor Books, November 1994, ISBN 978-0-312-85788-2, 720 S., in Leder gebunden (limitierte Edition) - Tor Fantasy, November 1995, ISBN 978-0-8125-1375-2, 1024 S., Taschenbuch - Tor Books, März 2010, ISBN 978-1-4299-6053-3, 944 S., E-Book                                                                    | Band 14                                                | Stadt des Verderbens (1997, ISBN 3-453-11940-1, 445 S., Heyne Verlag)          | Band 6                                                               | Herr des Chaos (gebunden: Oktober 2011, ISBN 978-3-492-70236-2; E-Book: März 2013, EAN 978-3-492-95937-7; 1184 S., übersetzt von Karin König und Uwe Luserke)       |
| Band 6                                         | Lord Of Chaos - Tor Books, Oktober 1994, ISBN 978-0-312-85428-7, 720 S., gebunden - Tor Books, November 1994, ISBN 978-0-312-85788-2, 720 S., in Leder gebunden (limitierte Edition) - Tor Fantasy, November 1995, ISBN 978-0-8125-1375-2, 1024 S., Taschenbuch - Tor Books, März 2010, ISBN 978-1-4299-6053-3, 944 S., E-Book                                                                    | Band 15                                                | Die Amyrlin (1997, ISBN 3-453-11952-5, 459 S., Heyne Verlag)                   | Band 6                                                               | Herr des Chaos (gebunden: Oktober 2011, ISBN 978-3-492-70236-2; E-Book: März 2013, EAN 978-3-492-95937-7; 1184 S., übersetzt von Karin König und Uwe Luserke)       |
| Band 6                                         | Lord Of Chaos - Tor Books, Oktober 1994, ISBN 978-0-312-85428-7, 720 S., gebunden - Tor Books, November 1994, ISBN 978-0-312-85788-2, 720 S., in Leder gebunden (limitierte Edition) - Tor Fantasy, November 1995, ISBN 978-0-8125-1375-2, 1024 S., Taschenbuch - Tor Books, März 2010, ISBN 978-1-4299-6053-3, 944 S., E-Book                                                                    | Band 16                                                | Die Hexenschlacht (1998, ISBN 3-453-12686-6, 365 S., Heyne Verlag)             | Band 6                                                               | Herr des Chaos (gebunden: Oktober 2011, ISBN 978-3-492-70236-2; E-Book: März 2013, EAN 978-3-492-95937-7; 1184 S., übersetzt von Karin König und Uwe Luserke)       |
| Band 7                                         | A Crown Of Swords - Tor Books, Mai 1996, ISBN 978-0-312-85767-7, 688 S., gebunden - Tor Fantasy, November 1997, ISBN 978-0-8125-5028-3, 896 S., schwarz-weiße Illustrationen, Taschenbuch - Tor Books, April 2010, ISBN 978-1-4299-6057-1, 688 S., E-Book | Band 17                                                | Die zerbrochene Krone (1998, ISBN 3-453-12698-X, 299 S., Heyne Verlag)         | Band 7                                                               | Die Krone der Schwerter (gebunden: April 2013, ISBN 978-3-492-70287-4; E-Book: April 2013, EAN 978-3-492-95938-4; 832 S., übersetzt von Karin König)                |
| Band 7                                         | A Crown Of Swords - Tor Books, Mai 1996, ISBN 978-0-312-85767-7, 688 S., gebunden - Tor Fantasy, November 1997, ISBN 978-0-8125-5028-3, 896 S., schwarz-weiße Illustrationen, Taschenbuch - Tor Books, April 2010, ISBN 978-1-4299-6057-1, 688 S., E-Book | Band 18                                                | Wolken über Ebou Dar (1998, ISBN 3-453-13359-5, 317 S., Heyne Verlag)          | Band 7                                                               | Die Krone der Schwerter (gebunden: April 2013, ISBN 978-3-492-70287-4; E-Book: April 2013, EAN 978-3-492-95938-4; 832 S., übersetzt von Karin König)                |
| Band 7                                         | A Crown Of Swords - Tor Books, Mai 1996, ISBN 978-0-312-85767-7, 688 S., gebunden - Tor Fantasy, November 1997, ISBN 978-0-8125-5028-3, 896 S., schwarz-weiße Illustrationen, Taschenbuch - Tor Books, April 2010, ISBN 978-1-4299-6057-1, 688 S., E-Book | Band 19                                                | Der Dolchstoß (1998, ISBN 3-453-14024-9, 285 S., Heyne Verlag)                 | Band 7                                                               | Die Krone der Schwerter (gebunden: April 2013, ISBN 978-3-492-70287-4; E-Book: April 2013, EAN 978-3-492-95938-4; 832 S., übersetzt von Karin König)                |
| Band 7                                         | A Crown Of Swords - Tor Books, Mai 1996, ISBN 978-0-312-85767-7, 688 S., gebunden - Tor Fantasy, November 1997, ISBN 978-0-8125-5028-3, 896 S., schwarz-weiße Illustrationen, Taschenbuch - Tor Books, April 2010, ISBN 978-1-4299-6057-1, 688 S., E-Book | Band 20                                                | Die Schale der Winde (1999, ISBN 3-453-14036-2, 300 S., Heyne Verlag)          | Band 7                                                               | Die Krone der Schwerter (gebunden: April 2013, ISBN 978-3-492-70287-4; E-Book: April 2013, EAN 978-3-492-95938-4; 832 S., übersetzt von Karin König)                |
| Band 8                                         | The Path Of Daggers - Tor Books, Oktober 1998, ISBN 978-0-312-85769-1, 704 S., gebunden - Tor Fantasy, Dezember 1999, ISBN 978-0-8125-5029-0, 704 S., schwarz-weiße Illustrationen, Taschenbuch - Tor Books, Mai 2010, ISBN 978-1-4299-6059-5, 528 S., E-Book | Band 21                                                | Der Pfad der Dolche (1999, ISBN 3-453-14947-5, 303 S., Heyne Verlag)           | Band 8                                                               | Der Weg der Klingen (gebunden: April 2014, ISBN 978-3-492-70291-1; E-Book: Mai 2013, EAN 978-3-492-95939-1; 640 S., übersetzt von Karin König)                      |
| Band 8                                         | The Path Of Daggers - Tor Books, Oktober 1998, ISBN 978-0-312-85769-1, 704 S., gebunden - Tor Fantasy, Dezember 1999, ISBN 978-0-8125-5029-0, 704 S., schwarz-weiße Illustrationen, Taschenbuch - Tor Books, Mai 2010, ISBN 978-1-4299-6059-5, 528 S., E-Book | Band 22                                                | Neue Bündnisse (1999, ISBN 3-453-15633-1, 300 S., Heyne Verlag)                | Band 8                                                               | Der Weg der Klingen (gebunden: April 2014, ISBN 978-3-492-70291-1; E-Book: Mai 2013, EAN 978-3-492-95939-1; 640 S., übersetzt von Karin König)                      |
| Band 8                                         | The Path Of Daggers - Tor Books, Oktober 1998, ISBN 978-0-312-85769-1, 704 S., gebunden - Tor Fantasy, Dezember 1999, ISBN 978-0-8125-5029-0, 704 S., schwarz-weiße Illustrationen, Taschenbuch - Tor Books, Mai 2010, ISBN 978-1-4299-6059-5, 528 S., E-Book | Band 23                                                | Kriegswirren (2000, ISBN 3-453-16229-3, 317 S., Heyne Verlag)                  | Band 8                                                               | Der Weg der Klingen (gebunden: April 2014, ISBN 978-3-492-70291-1; E-Book: Mai 2013, EAN 978-3-492-95939-1; 640 S., übersetzt von Karin König)                      |
| Band 9                                         | Winter’s Heart - Tor Books, November 2000, ISBN 978-0-312-86425-5, 672 S., gebunden - Tor Books, März 2001, ISBN 978-0-312-87775-0, 608 S., in Leder gebunden (limitierte Edition) - Tor Books, Januar 2002, ISBN 978-0-8125-7558-3, 800 S., schwarz-weiße Illustrationen, Taschenbuch - Tor Books, Juni 2010, ISBN 978-1-4299-6068-7, 560 S., E-Book                                             | Band 24                                                | Das Herz des Winters (2001, ISBN 3-453-17889-0, 350 S., Heyne Verlag)          | Band 9                                                               | In den Klauen des Winters (gebunden: August 2014, ISBN 978-3-492-70246-1; E-Book: Juni 2013, EAN 978-3-492-95940-7; 704 S., übersetzt von Andreas Decker)           |
| Band 9                                         | Winter’s Heart - Tor Books, November 2000, ISBN 978-0-312-86425-5, 672 S., gebunden - Tor Books, März 2001, ISBN 978-0-312-87775-0, 608 S., in Leder gebunden (limitierte Edition) - Tor Books, Januar 2002, ISBN 978-0-8125-7558-3, 800 S., schwarz-weiße Illustrationen, Taschenbuch - Tor Books, Juni 2010, ISBN 978-1-4299-6068-7, 560 S., E-Book                                             | Band 25                                                | Die Herrschaft der Seanchaner (2001, ISBN 3-453-17903-X, 347 S., Heyne Verlag) | Band 9                                                               | In den Klauen des Winters (gebunden: August 2014, ISBN 978-3-492-70246-1; E-Book: Juni 2013, EAN 978-3-492-95940-7; 704 S., übersetzt von Andreas Decker)           |
| Band 9                                         | Winter’s Heart - Tor Books, November 2000, ISBN 978-0-312-86425-5, 672 S., gebunden - Tor Books, März 2001, ISBN 978-0-312-87775-0, 608 S., in Leder gebunden (limitierte Edition) - Tor Books, Januar 2002, ISBN 978-0-8125-7558-3, 800 S., schwarz-weiße Illustrationen, Taschenbuch - Tor Books, Juni 2010, ISBN 978-1-4299-6068-7, 560 S., E-Book                                             | Band 26                                                | Die Flucht der Sklaven (2001, ISBN 3-453-18822-5, 349 S., Heyne Verlag)        | Band 9                                                               | In den Klauen des Winters (gebunden: August 2014, ISBN 978-3-492-70246-1; E-Book: Juni 2013, EAN 978-3-492-95940-7; 704 S., übersetzt von Andreas Decker)           |
| Band 10                                        | Crossroads of Twilight - Tor Fantasy, Januar 2003, ISBN 978-0-312-86459-0, 704 S., gebunden - Tor Fantasy, Februar 2003, ISBN 978-0-7653-0592-3, 704 S., in Leder gebunden (limitierte Edition) - Tor Fantasy, Dezember 2003, ISBN 978-0-8125-7133-2, 864 S., Taschenbuch - Tor Fantasy, Juli 2010, ISBN 978-1-4299-6074-8, 672 S., E-Book                                                        | Band 27                                                | Pfade ins Zwielicht (2003, ISBN 3-453-87060-3, 557 S., Heyne Verlag)           | Band 10                                                              | Zwielichtige Pfade (gebunden: April 2015, ISBN 978-3-492-70292-8; E-Book: Juli 2013, EAN 978-3-492-95941-4; 752 S., übersetzt von Andreas Decker)                   |
| Band 10                                        | Crossroads of Twilight - Tor Fantasy, Januar 2003, ISBN 978-0-312-86459-0, 704 S., gebunden - Tor Fantasy, Februar 2003, ISBN 978-0-7653-0592-3, 704 S., in Leder gebunden (limitierte Edition) - Tor Fantasy, Dezember 2003, ISBN 978-0-8125-7133-2, 864 S., Taschenbuch - Tor Fantasy, Juli 2010, ISBN 978-1-4299-6074-8, 672 S., E-Book                                                        | Band 28                                                | Die weiße Burg (2003, ISBN 3-453-87074-3, 508 S., Heyne Verlag)                | Band 10                                                              | Zwielichtige Pfade (gebunden: April 2015, ISBN 978-3-492-70292-8; E-Book: Juli 2013, EAN 978-3-492-95941-4; 752 S., übersetzt von Andreas Decker)                   |
| Prequel                                        | New Spring - Tor Fantasy, Januar 2004, ISBN 978-0-7653-0629-6, 336 S., gebunden - Tor Fantasy, März 2004, ISBN 978-0-7653-0926-6, 336 S., in Leder gebunden (limitierte Edition) - Tor Books, Januar 2005, ISBN 978-0-7653-1467-3, 336 S., gebunden - Tor Fantasy, Juni 2005, ISBN 978-0-7653-4545-5, 400 S., Taschenbuch - Tor Fantasy, 2. November 2010, ISBN 978-1-4299-6153-0, 336 S., E-Book | Band 29                                                | Der neue Frühling (2004, ISBN 3-492-28579-1, 429 S., Piper-Verlag)             | Prequel                                                              | Der Ruf des Frühlings (gebunden: Mai 2017, ISBN 978-3-492-70317-8; E-Book: November 2013, EAN 978-3-492-95931-5; 352 S., übersetzt von Andreas Decker)              |
| Band 11                                        | Knife of Dreams - Tor Books, Oktober 2005, ISBN 978-0-312-87307-3, 784 S., gebunden - Tor Books, Oktober 2005, ISBN 978-0-7653-1053-8, 784 S., in Leder gebunden (limitierte Edition) - Tor Fantasy, November 2006, ISBN 978-0-8125-7756-3, 880 S., Taschenbuch - Tor Books, August 2010, ISBN 978-1-4299-6081-6, 704 S., E-Book                                                                  | Band 30                                                | Die Klinge der Träume (2006, ISBN 3-492-28617-8, 400 S., Piper-Verlag)         | Band 11                                                              | Die Traumklinge (gebunden: August 2015, ISBN 978-3-492-70293-5; E-Book: August 2013, EAN 978-3-492-95942-1; 896 S., übersetzt von Andreas Decker)                   |
| Band 11                                        | Knife of Dreams - Tor Books, Oktober 2005, ISBN 978-0-312-87307-3, 784 S., gebunden - Tor Books, Oktober 2005, ISBN 978-0-7653-1053-8, 784 S., in Leder gebunden (limitierte Edition) - Tor Fantasy, November 2006, ISBN 978-0-8125-7756-3, 880 S., Taschenbuch - Tor Books, August 2010, ISBN 978-1-4299-6081-6, 704 S., E-Book                                                                  | Band 31                                                | Der Untergang der Shaido (2007, ISBN 3-492-28617-8, 574 S., Piper-Verlag)      | Band 11                                                              | Die Traumklinge (gebunden: August 2015, ISBN 978-3-492-70293-5; E-Book: August 2013, EAN 978-3-492-95942-1; 896 S., übersetzt von Andreas Decker)                   |
| Band 12                                        | The Gathering Storm - Tor Books, Oktober 2009, ISBN 978-0-7653-0230-4, 784 S., gebunden - Tor Books, November 2009, ISBN 978-0-7653-2416-0, 784 S., in Leder gebunden (limitierte Edition) - Tor Books, 28. September 2010, ISBN 978-0-7653-4153-2, 1120 S., Taschenbuch - Tor Books, 28. September 2010, ISBN 978-1-4299-6083-0, 784 S., E-Book                                                  | Band 32                                                | Der aufziehende Sturm (2010, ISBN 3-492-28631-3, 554 S., Piper-Verlag)         | Band 12                                                              | Sturm der Finsternis (gebunden: April 2016, ISBN 978-3-492-70247-8; E-Book: September 2013, EAN 978-3-492-95943-8; 896 S., übersetzt von Andreas Decker)            |
| Band 12                                        | The Gathering Storm - Tor Books, Oktober 2009, ISBN 978-0-7653-0230-4, 784 S., gebunden - Tor Books, November 2009, ISBN 978-0-7653-2416-0, 784 S., in Leder gebunden (limitierte Edition) - Tor Books, 28. September 2010, ISBN 978-0-7653-4153-2, 1120 S., Taschenbuch - Tor Books, 28. September 2010, ISBN 978-1-4299-6083-0, 784 S., E-Book                                                  | Band 33                                                | Die Macht des Lichts (2010, ISBN 3-492-28632-1, 559 S., Piper-Verlag)          | Band 12                                                              | Sturm der Finsternis (gebunden: April 2016, ISBN 978-3-492-70247-8; E-Book: September 2013, EAN 978-3-492-95943-8; 896 S., übersetzt von Andreas Decker)            |
| Band 13                                        | Towers of Midnight - Tor Books, 2. November 2010, ISBN 978-0-7653-2594-5, 864 S., gebunden - Tor Books, 2. November 2010, ISBN 978-0-7653-2812-0, 864 S., in Leder gebunden | Band 34                                                | Der Traum des Wolfs (2011, ISBN 3-492-26837-4, 604 S., Piper-Verlag)           | Band 13                                                              | Mitternachtstürme (gebunden: September 2016, ISBN 978-3-492-70228-7; E-Book: Oktober 2013, EAN 978-3-492-95944-5; 1008 S., übersetzt von Andreas Decker)            |
| Band 13                                        | Towers of Midnight - Tor Books, 2. November 2010, ISBN 978-0-7653-2594-5, 864 S., gebunden - Tor Books, 2. November 2010, ISBN 978-0-7653-2812-0, 864 S., in Leder gebunden | Band 35                                                | Die Türme der Mitternacht (2011, ISBN 3-492-26838-2, 559 S., Piper-Verlag)     | Band 13                                                              | Mitternachtstürme (gebunden: September 2016, ISBN 978-3-492-70228-7; E-Book: Oktober 2013, EAN 978-3-492-95944-5; 1008 S., übersetzt von Andreas Decker)            |
| Band 14                                        | A Memory of Light - Tor Books, 9. Januar 2013, ISBN 978-0-7653-2595-2, 911 S., gebunden | Band 36                                                | Die Schlacht der Schatten (2013, ISBN 3-492-26825-0, 560 S., Piper-Verlag)     | Band 14                                                              | Das Vermächtnis des Lichts (gebunden: September 2017, ISBN 978-3-492-70229-4; E-Book: November 2013, ISBN 978-3-492-95945-2; 1088 S., übersetzt von Andreas Decker) |
| Band 14                                        | A Memory of Light - Tor Books, 9. Januar 2013, ISBN 978-0-7653-2595-2, 911 S., gebunden | Band 37                                                | Das Gedächtnis des Lichts (2013, ISBN 3-492-26826-9, 700 S., Piper-Verlag)     | Band 14                                                              | Das Vermächtnis des Lichts (gebunden: September 2017, ISBN 978-3-492-70229-4; E-Book: November 2013, ISBN 978-3-492-95945-2; 1088 S., übersetzt von Andreas Decker) |

Der deutsche Band 29, Der neue Frühling, ist ein Prequel zur Serie, die erst im 30. Band fortgesetzt wird.
Mit dem Tod Jordans am 16. September 2007 durch Amyloidose war das weitere Schicksal von Das Rad der Zeit zunächst ungewiss, jedoch hatte Jordan vor seinem Tod die wichtigsten Details der Geschichte und wie er sie zu beenden beabsichtigte an seine Familie weitergegeben. Auch das Ende hatte er bereits fertiggestellt. Am 10. Dezember 2007 wurde bekanntgegeben, dass Brandon Sanderson zur Vollendung der letzten Bände des Zyklus ausgewählt wurde. Die Reihe wurde am 8. Januar 2013 mit der Veröffentlichung von A Memory of Light abgeschlossen.
A Memory Of Light war ursprünglich als zwölfter und abschließender Band angekündigt worden. Aufgrund des Umfangs wurde er in drei Bände aufgeteilt: The Gathering Storm, Towers of Midnight und A Memory Of Light. Letzterer wurde am 8. Januar 2013 veröffentlicht.
Ferner gibt es noch Die Welt von Robert Jordans Rad der Zeit, ein „Sachbuch“, das über Geschichte, Völker, Tiere und Pflanzen der fiktiven Welt Auskunft gibt. Da das Sachbuch aber vor Vollendung des Romanzyklus verfasst und veröffentlicht wurde, sind die Entwicklungen der Welt aus den nachfolgend veröffentlichten Bänden nicht berücksichtigt.
Deutsche Ausgabe:
- Robert Jordan und Teresa Patterson: Die Welt von Robert Jordans Das Rad der Zeit, Heyne, 1998, ISBN 978-3-453-14949-6, 303 S., gebunden
- Robert Jordan und Teresa Patterson: Die Welt von Robert Jordans Das Rad der Zeit, Piper Taschenbuch, 2002, ISBN 978-3-492-28580-3, 304 S., Taschenbuch

Englische Ausgabe:
- Robert Jordan und Teresa Patterson: The World of Robert Jordan’s The Wheel of Time, Tor Books, November 1997, ISBN 978-0-312-86219-0 (gebunden) / November 2001, ISBN 978-0-312-86936-6 (Taschenbuch) / Mai 2017, ISBN 978-1-250-17128-3 (E-Book), 304 S.

Eine grundlegende Neubearbeitung davon ist nach Abschluss der Serie veröffentlicht worden:
- Robert Jordan, Harriet McDougal, Alan Romanczuk und Maria Simons: The Wheel of Time Companion, Macmillan, November 2015, ISBN 978-0-7653-1461-1, 816 S. (gebunden) / November 2015, ISBN 978-1-4668-8123-5, 768 S. (E-Book) / Mai 2017, ISBN 978-0-7653-1462-8 (Taschenbuch), 816 S.

### Prequels und Nebengeschichten
Das Prequel Der neue Frühling (New Spring) erzählt die Vorgeschichte von Siuan Sanche und Moiraine Damodred.
Nach eigener Aussage plante Jordan nach Abschluss des zwölften Bandes neben Der neue Frühling noch zwei weitere Prequels und vielleicht eine dreiteilige Nebengeschichte:
- Vorgeschichte 2: Warum rettete Tam al’Thor ein Baby und gab seine erfolgreiche Militärkarriere auf, um mit seiner Frau nach Hause zurückzukehren?
- Vorgeschichte 3: Wie schafften es Moiraine und Lan, genau zum richtigen Zeitpunkt in den Zwei Flüssen zu erscheinen, kurz bevor die Trollocs auftauchten?

## Weitere Medien

### Hörbücher (deutsch)
Die deutschen Hörbücher erscheinen bei Audible nur im Download. Die Folgen entsprechen den ungekürzten deutschen Einzelbänden und werden gelesen von Helmut Krauss.
| Nr. | Roman                         | Erscheinungsdatum | Laufzeit       |
| --- | ----------------------------- | ----------------- | -------------- |
| 01  | Drohende Schatten             | April 2010        | 16 Std. 44 Min |
| 02  | Das Auge der Welt             | Mai 2010          | 23 Std. 13 Min |
| 03  | Die große Jagd                | Juni 2010         | 19 Std. 15 Min |
| 04  | Das Horn von Valere           | Juli 2010         | 15 Std. 52 Min |
| 05  | Der wiedergeborene Drache     | August 2010       | 18 Std. 12 Min |
| 06  | Die Straße des Speers         | September 2010    | 14 Std. 53 Min |
| 07  | Schattensaat                  | Oktober 2010      | 20 Std. 10 Min |
| 08  | Die Heimkehr                  | November 2010     | 17 Std. 13 Min |
| 09  | Der Sturm bricht los          | Dezember 2010     | 18 Std. 43 Min |
| 10  | Zwielicht                     | Januar 2011       | 17 Std. 54 Min |
| 11  | Scheinangriff                 | Februar 2011      | 16 Std. 02 Min |
| 12  | Der Drache schlägt zurück     | März 2011         | 18 Std. 06 Min |
| 13  | Die Fühler des Chaos          | April 2011        | 15 Std. 50 Min |
| 14  | Stadt des Verderbens          | Mai 2011          | 15 Std. 00 Min |
| 15  | Die Amyrlin                   | Juni 2011         | 15 Std. 45 Min |
| 16  | Die Hexenschlacht             | Juli 2011         | 12 Std. 35 Min |
| 17  | Die zerbrochene Krone         | August 2011       | 10 Std. 47 Min |
| 18  | Wolken über Ebou Dar          | September 2011    | 10 Std. 03 Min |
| 19  | Der Dolchstoß                 | Oktober 2011      | 10 Std. 25 Min |
| 20  | Die Schale der Winde          | November 2011     | 09 Std. 06 Min |
| 21  | Der Pfad der Dolche           | Dezember 2011     | 10 Std. 22 Min |
| 22  | Neue Bündnisse                | Januar 2012       | 10 Std. 36 Min |
| 23  | Kriegswirren                  | Februar 2012      | 10 Std. 57 Min |
| 24  | Das Herz des Winters          | März 2012         | 11 Std. 24 Min |
| 25  | Die Herrschaft der Seanchaner | April 2012        | 11 Std. 27 Min |
| 26  | Flucht der Sklaven            | Mai 2012          | 11 Std. 59 Min |
| 27  | Pfade ins Zwielicht           | Juni 2012         | 19 Std. 02 Min |
| 28  | Die weiße Burg                | Juli 2012         | 17 Std. 44 Min |
| 29  | Der neue Frühling             | Juli 2012         | 17 Std. 20 Min |
| 30  | Die Klinge der Träume         | September 2012    | 22 Std. 18 Min |
| 31  | Der Untergang der Shaido      | Oktober 2012      | 22 Std. 21 Min |
| 32  | Der aufziehende Sturm         | November 2012     | 21 Std. 06 Min |
| 33  | Die Macht des Lichts          | Dezember 2012     | 21 Std. 40 Min |
| 34  | Der Traum des Wolfs           | Januar 2013       | 24 Std. 20 Min |
| 35  | Die Türme der Mitternacht     | Februar 2013      | 24 Std. 59 Min |
| 36  | Die Schlacht der Schatten     | Juni 2013         | 24 Std. 32 Min |
| 37  | Das Gedächtnis des Lichts     | August 2013       | 27 Std. 41 Min |

Die gesamte Laufzeit aller deutschen Hörbücher beträgt damit 625,60 Stunden oder 37.536 Minuten (etwas mehr als 26 Tage).

### Hörbücher (englisch)
- The Eye of the World, Macmillan Audio, Mai 2004, ISBN 978-1-59397-432-9 (ungekürzte CD) / ISBN 978-1-59397-455-8 (ungekürzte Audio-CD), Laufzeit 31 h, gelesen von Kate Reading und Michael Kramer
- The Great Hunt, Macmillan Audio, Mai 2004, ISBN 978-1-59397-433-6 (ungekürzte CD) / ISBN 978-1-59397-456-5 (ungekürzte Audio-CD), Laufzeit 27 h, gelesen von Kate Reading und Michael Kramer
- The Dragon Reborn, Macmillan Audio, November 2004, ISBN 978-1-59397-531-9 (ungekürzte CD) / ISBN 978-1-59397-530-2 (ungekürzte Audio-CD), Laufzeit 27 h, gelesen von Kate Reading und Michael Kramer
- The Shadow Rising, Macmillan Audio, November 2004, ISBN 978-1-59397-535-7 (ungekürzte CD) / ISBN 978-1-59397-534-0 (ungekürzte Audio-CD), Laufzeit 43 h, gelesen von Kate Reading und Michael Kramer
- The Fires of Heaven, Macmillan Audio, April 2005, ISBN 978-1-59397-606-4 (ungekürzte CD) / ISBN 978-1-59397-582-1 (ungekürzte Audio-CD), Laufzeit 38 h, gelesen von Kate Reading und Michael Kramer
- Lord of Chaos, Macmillan Audio, August 2005, ISBN 978-1-59397-683-5 (ungekürzte CD) / ISBN 978-1-59397-583-8 (ungekürzte Audio-CD), Laufzeit 43 h, gelesen von Kate Reading und Michael Kramer
- A Crown of Swords, Macmillan Audio, Oktober 2006, ISBN 978-1-59397-976-8 (ungekürzte CD) / ISBN 978-1-4272-0004-4 (ungekürzte Audio-CD), Laufzeit 31 h, gelesen von Michael Kramer und Kate Reading
- The Path of Daggers, Macmillan Audio, November 2008, ISBN 978-1-4272-0508-7 (ungekürzte CD) / ISBN 978-1-4272-0509-4 (ungekürzte Audio-CD), Laufzeit 23 h 30 min, gelesen von Michael Kramer und Kate Reading
- Crossroads of Twilight, Macmillan Audio, Januar 2003, ISBN 978-1-55927-806-5 (ungekürzte CD) / ISBN 978-1-55927-805-8 (ungekürzte Kassette) / ISBN 978-1-59397-036-9 (ungekürzte Audio-CD), Laufzeit 27 h, gelesen von Kate Reading und Michael Kramer
- Knife of Dreams, Macmillan Audio, Oktober 2005, ISBN 978-1-59397-765-8 (ungekürzte CD) / ISBN 978-1-59397-825-9 (ungekürzte Kassette) / ISBN 978-1-59397-766-5 (ungekürzte Audio-CD), Laufzeit 32 h, gelesen von Kate Reading und Michael Kramer
- The Gathering Storm, Macmillan Audio, Oktober 2009, ISBN 978-1-59397-767-2 (ungekürzte CD) / ISBN 978-1-59397-768-9 (ungekürzte Audio-CD), Laufzeit 33 h
- Towers of Midnight, Macmillan Audio, November 2010, ISBN 978-1-4272-1022-7 (ungekürzte CD) / ISBN 978-1-4272-1023-4 (ungekürzte Audio-CD), Laufzeit 38 h 30 min
- A Memory of Light, Macmillan Audio, Januar 2013, ISBN 978-1-4272-1024-1 (ungekürzte CD) / ISBN 978-1-4272-1025-8 (ungekürzte Audio-CD), Laufzeit 42 h
- New Spring, Macmillan Audio, Januar 2004, ISBN 978-1-55927-954-3 (ungekürzte CD) / ISBN 978-1-55927-952-9 (ungekürzte Kassette) / ISBN 978-1-59397-378-0 (ungekürzte Audio-CD), Laufzeit 13 h, gelesen von Kate Reading und Michael Kramer

### Verfilmung
Im August 2008 gab Universal Pictures bekannt, dass man die Romanreihe verfilmen würde. Es sollte mehrere Filme geben, wobei man für die Filmrechte eine siebenstellige Summe gezahlt habe. Begonnen werden sollte mit dem ersten Band der Reihe, „The Eye Of The World“.
Diese Pläne haben sich zerschlagen; stattdessen gibt es nun die erste Staffel einer Serie, die den ersten Band, Eye of the World, zum Inhalt haben soll. Produziert wird die Serie von Amazon Studios in Zusammenarbeit mit Sony Entertainment. Produktionsbeginn war Herbst 2019. Beteiligt sind, neben Rafe Judkins als Showrunner, auch Jordans Witwe Harriet McDougal und Produzenten von Red Eagle Entertainment, deren Unstimmigkeiten über eine vorherig geplante Verfilmung 2015 zu einer Klage wegen Verleumdung führte. Der Vertrieb der Serie erfolgt über Amazons eigenen Video-on-Demand-Dienst Prime Video. Die zweite Staffel der Serie ist am 1. September 2023 erschienen.

### Vertonung
Der amerikanische Progressive-Rock-Multi-Instrumentalist, Sänger, Liedtexter und Produzent Robert Berry hat 2001 das Album Soundtrack for the Wheel of Time veröffentlicht, ein Konzeptalbum zu Robert Jordans Buchreihe:
- Soundtrack for the Wheel of Time (2001)

1. A Theme For The Wheel Of Time
2. Return To Emonds Field
3. Song For Moiraine
4. Traveling The Ways
5. Spears And Buckler
6. Dream Walker
7. The Knowledge Of The Wise Ones
8. The Winespring Reel
9. The Halls Of Tar Valon
10. Search For The Black Ajah
11. Ladies Of The Tower
12. The Game Of Houses
13. Voyage Of The Sea Folk
14. Heart Of The Wolf
15. Journey Through The Waste
16. Lan The Warder
17. March Of The Trollocs
18. Rand’s Theme (Fanfare For The Dragon Reborn)
19. The Aiel Approach (Dahl Of A Chant)

Auch die deutsche Metal-Band Blind Guardian orientierte sich textlich mehrfach an den Werken Jordans, insbesondere bei den Liedern Ride into Obsession und Wheel of Time vom Album At the Edge of Time (2010).

### Computerspiele

#### The Wheel of Time
Das PC-Spiel Wheel of Time von Legend Entertainment erschien am 11. November 1999 und baut auf der Unreal Engine auf.
Der Spieler schlüpft in die Rolle von Elayna Sedai, einer Aes Sedai der Braunen Ajah. Diese ist die Hüterin der Chroniken und selbst nicht in der Lage, die Eine Macht zu berühren. Deshalb ist sie auf magische Artefakte, die sogenannten Ter'Angreale, angewiesen, um Magie zu wirken. Diese Ter'Angreale können im Laufe des Spiels aufgesammelt werden und werden durch ihre Anwendung verbraucht. Das Spielkonzept ähnelt daher eher einem Ego-Shooter, bei dem Waffen und Munition aufgesammelt werden können, als einem Rollenspiel, ist aber auch um zusätzliche defensive Fähigkeiten wie Schilde, die mit den Ter'Angrealen gewirkt werden können, erweitert.
Im Mehrspieler-Modus kann entweder ein klassisches Deathmatch oder der Zitadellen-Modus gespielt werden, einer Art Capture the Flag, das zusätzlich die Möglichkeit bietet, Fallen in der eigenen Basis aufzustellen.

#### Weitere Spiele
2009 gab das Filmstudio Red Eagle Entertainment bekannt, mehrere Computerspiel-Umsetzungen und eine Verfilmung der Romanreihe zu planen. Neben verschiedenen Spielen für PC und Konsolen ist auch ein Online-Spiel geplant. Herausgegeben werden sollen die Spiele von Electronic Arts.

### Wheel of Time-Kalender 2009
- Tor Books, Juli 2008, ISBN 978-0-7653-2001-8, etwa 30 × 30 cm, 24 S.

## Auszeichnungen
The Eye of the World (Band 1):
- American Library Association Popular Paperbacks for Young Readers
- Books for the Teen Age, New York Public Library

The Fires of Heaven (Band 5, Hörbuch):
- Earphones Award

## Kritiken
“Jordan has come to dominate the world Tolkien began to reveal […] Even a reader with literary pretensions can be swept up in Mr. Jordan’s narrative of magic, prophecy and battle.”

„Inzwischen beherrscht Jordan die Welt, die Tolkien zu enthüllen begann […] Jordans Erzählung von Magie, Prophezeiung und Kampf vermag sogar Leser mit literarischen Ansprüchen mitzureißen.“

## Belege
1. ↑  Vgl. die Angaben in den Hauptartikeln zu Robert Jordan und Brandon Sanderson.
2. ↑  The Wheel of Time Roleplaying Game (Memento vom 10. Juni 2002 im Internet Archive)
3. ↑  Liste der Werke Robert Jordans bei Macmillan (amerikanischer Verlag) (Memento vom 28. Juli 2012 im Webarchiv archive.today)
4. ↑  Vgl. die Angaben in den Hauptartikeln zu Robert Jordan und Brandon Sanderson.
5. ↑  A MEMORY OF LIGHT Release Date, Brandonsanderson.com, Beitrag vom 16. Februar 2012.
6. ↑  A Memory of Light. The Release Date for A Memory of Light Has Been Set. Tor.com, Beitrag vom 16. Februar 2012.
7. ↑  Robert Jordan: Offizielles Blog, 6. Juli 2006 (englisch)
8. ↑  Brandon Sanderson im Interview: The Gathering Storm (Memento vom 6. Februar 2008 im Internet Archive) (englisch)
9. ↑  fictionBOX: „Rad der Zeit“-Reihe wird verfilmt, 13. August 2008
10. ↑  Elsa Keslassy: Amazon Orders Female-Driven Fantasy Series 'The Wheel of Time'. In: variety.com. 2. Oktober 2018, abgerufen am 5. März 2024 (englisch). Variety
10/02/2018: Amazon Orders Female-Driven Fantasy Series "Wheel of Time"
11. ↑  Stubby the Rocket: The Wheel of Time TV Series to Start Production in Fall 2019. 23. Januar 2019, abgerufen am 13. Juni 2019 (amerikanisches Englisch).
12. ↑  FXX Pilot Airing at 1:30 a.m. Leads to Eye-Opening Slander Lawsuit. Abgerufen am 13. Juni 2019 (englisch).
13. ↑  Wheel of Time TV Series Picked Up By Sony. 20. April 2017, abgerufen am 13. Juni 2019 (amerikanisches Englisch).
14. ↑  Wheel of Time Amazon TV Series, Everything We Know. Ehemals im Original (nicht mehr online verfügbar); abgerufen am 13. Juni 2019 (englisch). (Seite nicht mehr abrufbar. Suche in Webarchiven)
15. ↑  Dariusch Tabatabaei, Isabel Radam: Das Rad der Zeit Staffel 2: So dramatisch sind die neuen Folgen. In: netzwelt.de. 4. September 2023, abgerufen am 7. September 2023.
16. ↑  GamesIndustry.biz: Movie studio Red Eagle reveals videogame ambitions. 12. November 2008.
17. ↑  GamesIndustry.biz: EA partners with Red Eagle for Wheel of Time series. 15. Januar 2009.